# سگ‌کشی
سگ‌کُشی یک فیلمِ سینماییِ تریلرِ جنایی با مایه‌های نئو-نوآر ساختهٔ بهرام بیضایی به سالِ ۱۳۷۸ و ۱۳۷۹ است؛ که سالِ ۱۳۸۰ در سینماهای ایران به نمایش درآمد و پرفروش‌ترین فیلمِ سال شد. کتابِ فیلم‌نامهٔ سگ‌کُشی، به قلمِ بیضایی، نیز به سالِ ۱۳۸۰ چاپ شده است. این دوازدهمین فیلمِ منتشرشدهٔ بهرام بیضایی است. سگ‌کُشی پس از آن ساخته شد که بیضایی ده سال امکانِ فیلم‌سازی نداشت. از بازیگرانِ نامیِ ایران شمارِ بسیاری در این فیلم بازی کرده‌اند – از جمله مژده شمسایی و جمشید لایق و عنایت بخشی و بهزاد فراهانی و مجید مظفّری و فردوس کاویانی و مهتاب نصیرپور.
سگ‌کُشی از فیلم‌های ماندگارِ «سینمای معترض اجتماعی» به‌شمار می‌رود و بعضی ناقدانِ ایرانی وجوهی از این فیلم را با آثارِ کلاسیکِ تاریخِ سینما سنجیده‌اند. یک گزارشِ بنیادِ فیلمِ بریتانیا سگ‌کُشی را از بهترین تریلرهای تاریخِ سینما شناخته است.

## چکیدهٔ داستان
ماجرای فیلم از اواخرِ پاییزِ ۱۳۶۷ تا اندکی پس از آن – کمابیش یک سال – در تهران و باغستان می‌گذرد.
یک نویسندهٔ فارسی‌زبان به نامِ گلرخ کمالی، که سالِ گذشته شوهرش را به حالِ قهر و به گمانِ رابطه‌ای با منشیِ شرکتش ترک کرده بوده، با پایانِ جنگ به تهران برمی‌گردد و شوهرش، ناصر معاصر، را می‌بیند که ورشکسته شده و در حالِ رفتن به زندان است. ظاهراً شریکِ ناصر، جواد مقدّم، با صحنه‌سازی تمامِ سرمایهٔ شرکت را برداشته و به‌طورِ غیرقانونی از مرز خارج شده و ناصر مانده با همهٔ بدهی‌های شرکت و فشارِ طلبکاران. گلرخ بر خود می‌داند که در جبرانِ بدگمانیِ بیجایش، حالا به نجاتِ شوهرش بشتابد و با کوشش برای خریدِ چک‌ها و اثباتِ بی‌گناهیِ او، و گرفتنِ رضایتِ شاکیان از شوهرش، برای آزادیش از زندان بکوشد. کم‌کم گلرخ با ساده‌دلی در حرفه و دنیایی وارد می‌شود که از اندیشه‌هایش فرسنگ‌ها دور است؛ دنیای داد و ستدِ بازار. او با یک‌یکِ طلبکاران و شاکیان واردِ بده‌بستان و معامله می‌شود تا رضایتشان از ناصر را جلب کند؛ و در این کار تا جایی پیش می‌رود که دیگر راهِ بازگشت ندارد و می‌فهمد که در جنگی وارد شده که دیگر نباید شکست بخورد. او همه را تاب می‌آورد، از تحقیر و توهین تا آزار و تجاوز؛ در سکانسی یکی از آدم‌های افرندی (طلبکارِ ناصر معاصر) چند سیلی به گلرخ می‌زند که صورتش کبود شده و دهان و بینیش پر از خون می‌شود اما در نهایت رضایت طلبکاران شوهرش را گرفته و سرانجام شوهرش را آزاد می‌کند؛ و ناصر، تشکّر را، چیزی به او می‌دهد: طلاق‌نامه‌اش. گلرخ تازه درمی‌یابد که همهٔ این بازی صحنه‌سازیِ ناصر بوده که با ترساندن و گریزاندنِ شریکش سرمایهٔ شرکت را تصاحب کند، و حالا با داشتنِ رضایتِ شاکیان – که گلرخ گرفته – عملاً صاحبِ قانونیِ همهٔ سرمایه است و اینک می‌خواهد با منشیِ شرکت ماهِ عسل به خارج از مملکت برود. گلرخ ضربه را با وقار و سختی متحمّل می‌شود؛ ولی نقشهٔ ناصر معاصر نمی‌گیرد، زیرا شریکِ بازگشته‌اش و دیگرانی که گلرخ را در همهٔ دوندگی‌هایش دنبال می‌کردند نیز به اندازهٔ او هشیار و چشم به راه بوده‌اند و اینک از راه می‌رسند، و ناصر معاصر از دستِ ایشان خلاصی ندارد. چهره زیبا و خندان گلرخ در پایان فیلم افسرده و کبود شده است.
«گلرخ آب در خوابگه مورچگان ریخته و بخشی از زشتی‌های جامعه را عیان کرده و دوباره می‌رود که به دنیای داستان‌هایش بازگردد.»

## فیلم‌نامه
پس از توقّفِ ساختِ فیلم در فیلم، طرحِ سگ‌کُشی (با نامِ اوّلیهٔ «از دست رفته») شکل گرفت – سرآغازِ دههٔ ۱۳۷۰. فیلم‌نامهٔ سگ‌کُشی را بیضایی تابستانِ سالِ ۱۳۷۱ نوشت. دربارهٔ سفارش گرفتن و نگارشش گفته:
سفارش‌دهنده کلکی را که از کسی یا کسانی راجع به کلاهبرداری‌های مالی و داد و ستدها و غیره شنیده بود تعریف کرد و بعد طرحی را که بر اساس آن فکر کرده بود در چهار پنج سطر خواند. . . . کلک اصلی خیلی زنده بود، و طبعاً من به آن برگشتم که به من امکان می‌داد یک حقایق دربارهٔ لیلا دختر ادریس پس از جنگ بنویسم؛ یا حتّی یک اشغال معاصر. . . . من فیلم‌نامه را نوشتم و نام موقّتی «سگ‌کشی» هم بر آن گذاشتم. او آمد گرفت برد و خواند و نخواست و کلّی هم به من پرید که این صریح است و اجازه نمی‌گیرد و گران است و سخت است و غیره. . . . نوشته روی دستم ماند.

ولی سپس‌تر به بیضایی پیشنهاد می‌شود که فیلم را بسازد. وی گفته:
نسخهٔ خطّی «سگ‌کشی» . . . نمی‌دانم چطوری دست به دست گشته بود و اوّلین بار در حدود سال هفتادوسه پیشنهاد ساخت یا واگذاری آن را به من دادند مشروط به حذف صحنه‌هایی تا اجازه بگیرد. دلم راضی نشد. بعد از رفتن از ایران و بازگشت . . . تهیه‌کننده‌های زیادی خواستند آن را برایشان بسازم . . . رفتم سرِ گفتگو با باد . . . وقتی برگشتم خوشبختانه قضیه اجازه گرفتن فیلم‌نامه از ارشاد رسماً و برای همه منتفی شده بود؛ و در گفتگوی شفاهی . . . با «سگ‌کشی» موافقت کردند.
لغتِ «سگ‌کُشی» و بعضی مشتقّاتش پیش از بیضایی در نوشته‌های گویندگانی از یحیی کاشی تا صادق هدایت و صادق چوبک و خسرو شاهانی و نصرت‌الله نویدی آمده بود. غیر از این معنای استعاری، این لغت به معنای لفظیِ کُشتنِ سگ هم به کار رفته است.
مفهوم یا عینِ کُشتنِ سگ چندین بار در کارهای بیضایی آمده است. او، در توضیح، دو بیت از منجیک ترمذی را نقل کرده که شاید سرچشمهٔ این تصویر در ذهنش بوده باشد:
| ای خواجه مر مرا به هجا قصد تو نبود |  | جز شعر خویش را به تو برکردم آزمون |
| چون تیغ نیک که‌ش به سگی آزمون کنند  |  | وآن سگ بود به قیمت آن تیغ رهنمون  |

### کتاب
فیلم‌نامهٔ سگ‌کُشی زمستانِ سالِ ۱۳۸۰ چاپ و منتشر شد و از آن پس بارها با عکس‌هایی از فیلم و فهرستِ کاملِ عواملِ فیلم تجدیدِ چاپ شده است. روزِ ۲۷ دیِ ۱۳۸۰ بیضایی در مجموعهٔ فرهنگی-هنریِ تهران در جلسهٔ رونماییِ این کتاب سخن گفت.

## ساخت
ساختنِ فیلم سالِ ۱۳۷۸ آغاز شد. در پاییز و زمستان تدارک و فیلم‌برداری شد. سالِ بعد، با کُمک‌هزینهٔ هیوبرت بالز، بیضایی فیلم را تدوین کرد و موسیقی و صداگذاری به انجام رسید.

### فیلم‌برداری
به گفتهٔ شاهرخ سخایی، عکّاسِ فیلم، بنا بوده که سگ‌کُشی سیاه و سفید تهیّه شود، ولی امکاناتش در ایران نبوده و سرانجام فیلم‌ساز از این خواسته چشم پوشیده. سخایی سکانس‌های این فیلم را بی‌گمان دارای جذّابیت‌های عکسی می‌داند و در توضیحِ سکانسِ خانهٔ جواد مقدّم گفته: «طبیعتاً در شب‌ها، کاراکتر خاصی از نور وجود دارد و از بازی‌ها کاراکتر خاصی وجود دارد. به این معنا که همیشه ما می‌بینیم یک نور سبز، یک نور آبی از بیرون دارد که داخل را پر می‌کند. اگر بخواهیم با روانشناسی رنگ به این قضیه نگاه کنیم . . . فقط به خاطر ظاهر زیبا نبوده است. . . . موقعی که شما همیشه این نور سبز را یک نور گرم می‌بینید، همان حفاظ خانه است . . . و آن آبی را هم، فقط به خاطر آبی من نمی‌دیدم، من می‌گفتم این نماد سردی زندگی بیرون است که دارد می‌ریزد داخل و این قرمز و این نور تنگستن کم، نماد زندگی است، نماد زندگی همهٔ ماست. «سگ‌کشی» دربارهٔ زندگی همهٔ ما است. همهٔ ماها را در بر می‌گیرد. همهٔ ما هستیم.»
با این که بیضایی خود تصاویر را نخست در تقطیعِ فنّی و سپس سرِ صحنه پشتِ دوربین تعیین می‌کرد، عقیده داشت که اصغر رفیعی جم، فیلم‌بردار، با درکِ درست از تقطیع و تصحیحِ نورپردازی به فیلم کمکِ بسیار کرده. رفیعی جم نیز از همکاری با بهرام بیضایی در این فیلم بسیار خشنود بوده و او را باثبات‌ترین، جدّی‌ترین، و دانشمندترین فیلم‌سازی می‌شمارد که در فیلمش کار کرده. وی در گفتگویی دربارهٔ همین فیلم با زاون قوکاسیان دربارهٔ نگرانی‌های بیضایی دربارهٔ اجزا و عواملِ فیلم می‌گوید «حتی وقتی خودش به تنهایی می‌رود و لوکیشن را می‌بیند، باز، هم به فکر صدا هست، هم به فکر فیلمبردار، هم به فکر تولید هست، هم به فکر بقیه عوامل.» رفیعی جم سینمای بیضایی و همکاری با او را همچون دانشکده‌ای عملی برای دست‌اندرکارانِ تولیدِ فیلم و کارگردانانِ جوان در ایران می‌بیند.
صدابردارِ فیلم، جهانگیر میرشکاری، نیز زمانِ کوتاهی پس از پایانِ فیلم، از آغازِ تولید یاد می‌کند و در همین معنی می‌نویسد: «باز احساس دانشجویی را داشتم که پس از مدّت‌ها انتظار، به کلاس استادی مسلّم در سینما می‌رود. همیشه موقع کار با استاد بیضایی این حس غریب را داشته‌ام و همیشه منتظر یادگرفتن چیزهای تازه از دنیای سحرآمیز سینما بوده‌ام.» وی سگ‌کُشی را «شاهکاری دیگر» از بیضایی برای سینمای ایران شمرده.
ایرج رامین‌فر، طرّاحِ صحنه و لباسِ فیلم، فیلم‌های بیضایی را گوشه‌ای از همهٔ فیلم‌هایی می‌داند که امکانِ ساختنش برای این فیلم‌ساز فراهم نشده. وی توضیح می‌دهد که مقدارِ زیادی از فضاهای فیلم به صورتِ دکور ساخته شده. از نظرِ رامین‌فر سگ‌کُشی با فیلم‌های دیگرِ بیضایی، به استثنای رگبار، تفاوتِ بسیار دارد.
چهره‌پردازی در سگ‌کُشی با فرهنگ معیّری بود. وی می‌نویسد: «در تمامی کارهایی که برای بهرام بیضایی انجام داده‌ام و به خصوص در دو فیلم مسافران و «سگ‌کشی» با تعداد زیادی شخصیت روبه‌رو بودم. آنچه برایم مطرح بود بازآفرینی این کیفیت بود و نه کثرت. سناریوهایی بسیار درست با پرسوناژهای دارای شناسنامه برای هر شخصیت و هر فرد حتی برای یک لحظه یا یک تصویر.»

### موسیقی
صبا خضوعی، که پیش‌تر هم با بیضایی کار کرده بود، به دستیاریِ ویلیام نیّری، ساختنِ موسیقیِ سگ‌کُشی را بر عهده داشت. وی نخست به فیلم‌ساز پیشنهادِ لایت موتیف می‌دهد، ولی بیضایی نمی‌پذیرد و سازبندیِ کم‌حجم می‌خواهد. خضوعی به محدودیت‌هایی اشاره کرده که در کار داشته: یکی این که امکانِ ورودِ تمِ جدیدی جز تم‌هایی که فیلم‌ساز داده بود نبود و دو دیگر محدودیتِ زمانی، یعنی کمتر از پانزده روز برای ساختِ موسیقی. سرِ جمع ۲۵ دقیقه از موسیقیِ خضوعی در ۱۳ پاره از فیلم استفاده شد. وارطان ساهاکیان، آهنگ‌سازِ دیگرِ فیلم، نیز به محدودیتِ زمانی اشاره کرده و گفته که در فرصتِ اندکی که تا فستیوالِ فجر بود، به جز چند بخش، تنها ضبطِ دیجیتال مقدور بود. او همچنین توضیح داده است که «در فیلم «سگ‌کشی» نیاز فیلم‌نامه و تصاویر اساساً به موسیقی افکتیو بود.» ساهاکیان توضیح می‌دهد که هم‌گام با شکل گرفتنِ شخصیت و شناختِ گلرخ در طولِ فیلم، موسیقی نیز به تدریج قوی‌تر شده و اوج می‌گیرد. در سگ‌کُشی از موسیقی و سازهای ایرانی استفاده نشده است.

پس از نمایشِ سگ‌کُشی، موسیقیِ فیلم واکنش‌هایی برانگیخت. مجید اسلامی نوشت: «مثل آن است که کسی آن را با دهان زده و دیگران کوشیده‌اند ناشیانه به آن قوام ببخشند.» گفتگوی بیضایی با قوکاسیان نیز همین معنی را می‌رساند؛ یعنی فیلم‌ساز زمزمه‌ای روی نوارِ کاست ضبط کرده و به هر دو آهنگ‌سازِ فیلم داده تا از رویش موسیقیِ فیلم را بسازند. نیما قهرمانی از مجلّهٔ فیلم این موسیقی را «بد و گوش‌آزار» دانسته و سببِ این کیفیت را نه کوتاهیِ آهنگ‌سازان، بلکه اعمال نظر فیلم‌ساز می‌داند. عبّاس یاری و جهانبخش نورایی نیز از فیلم‌شناسانی بودند که موسیقیِ سگ‌کُشی را پسندیدند. نورایی در این باره گفته:
موسیقی در خیلی از جاها به عنوان یک ضربه و هشدار عمل می‌کند. یه نظرم موسیقی در لحظاتی کار تصویر را می‌کند، یعنی گاهی احساس می‌کنی آنچه را که در موسیقی می‌شنوی در واقع داری می‌بینی. . . . در برخی از صحنه‌ها آوای وهمناک مویه می‌شنویم و در برخی دیگر ضجّه. حتّی گاهی احساس می‌کنیم صدای سگ به گوش می‌رسد. در فیلمبرداری هم همین‌طور. مثلاً در فصل اوّل شبانه، گرچه سبک فیلمبرداری متفاوتی ندارد. چون فیلمبرداری low key از مشخصه‌های فیلم‌های پلیسی و جنایی نوآر (Noir) است. سایه‌های غلیظ و نورهای پراکنده محیطی پرتشویش و پر از سوء ظن و شک پدیدمی‌آورد؛ و در کنار این‌ها حرکت‌های سریع و بریدهٔ دوربین و ضرباهنگ تند و عصبی بازی و دیالوگ قرار دارد.

## نمایش و پس از آن
فیلم در فستیوالِ فجرِ سالِ ۱۳۷۹ روی پرده رفت و برندهٔ سیمرغِ بلورینِ بهترین فیلم از نگاهِ تماشاگران شد و جایزه‌های دیگری نیز گرفت. سرانجام سالِ ۱۳۸۰ نسخهٔ کاملش در سینماهای ایران به نمایش درآمد؛ ولی بیضایی در کوشش در جلوگیری از نمایشِ نسخهٔ «قصّابی‌شده و تغییر هویت یافتهٔ» فیلم در جشنواره‌های خارجی کامیاب نبود.
سالِ ۱۳۸۳ فیلمِ مستندِ پرونده‌ی کوتاهِ سگ‌کُشی، که دربارهٔ پشت صحنهٔ فیلم بود، آماده شد.
دی ماهِ ۱۳۹۰ بیضایی در گفتگویی پایانِ سگ‌کُشی را دارای امیدی وصف می‌کند که همین چند هم در «واقعیّت جاری» نیست. او گفت: ««سگ‌کُشی» و «وقتی همه خوابیم» خُودِشان دُو آینه‌اند که خیلی‌ها خُودِشان را در آن‌ها دیدند و کسانی هم خُوش نداشتند خُودِشان را چنان‌که هستند ببینند؛ و پایانِ هر دُو فیلم در مقایسه با واقعیّتِ جاری حتّی بیش از اندازه اُمیدوارانه است. در «سگ‌کُشی» گُلرخِ کمالی می‌رَوَد که تجربه‌های تلخ و گران تمام‌شده‌اش را بنویسد؛ یعنی با گُریز از جهانِ مهارنشدهٔ سوداگری به عملِ خلّاقه‌یِ نوشتن رو می‌آوَرَد که هزار مانع سرِ راهِ آن است. در «وقتی همه خوابیم» پَرندِ پایا برای همان عملِ خلّاقه اشک می‌ریزد که روزی به آن دل بسته بود؛ گرچه خُوشبینانه می‌گوید گریه‌اش تمرینی است برای نقشی که شاید روزی بازی کُنَد. اُمید از این بالاتر؟»
اردیبهشتِ ۱۳۹۵ فیلم‌نامهٔ سگ‌کُشی با کارگردانیِ مجید مظفّری، «به نفع بانوان کم‌بضاعت سینما و تئاتر»، در یک جلسه در فرهنگسرای اندیشهٔ تهران ذیلِ برنامه‌هایی به نامِ «فیلم‌هایی که دوست داشتیم» بر صحنه خوانده شد.

### استقبال
تصور کنید صد سال بعد را . . . محققان در همین دانشگاه تهران گردآمده‌اند و «سگ‌کشی» را . . . تماشا و نقد می‌کنند. بیضایی را تحسین می‌کنند، نه به خاطر زیبایی‌شناسی آثارش، بلکه به خاطر فرصتی که فراهم کرد تا جامعهٔ ایران حول مسائل جدی‌اش گفت‌وگوی انتقادی کند . . .

نعمت‌الله فاضلی، ۱۳۹۵ یا ۱۴۰۱
سگ‌کُشی، همچنان که بعضی چون شهرام جعفری‌نژاد پیش‌بینی می‌کردند، فروشِ چشمگیری داشت و، با ۳۳۰ میلیون تومان در نمایشِ سینماهای تهران، پرفروش‌ترین فیلمِ ایران در سالِ ۱۳۸۰ شد. در رأی‌گیریِ تماشاکنانِ جشنوارهٔ فیلمِ فجرِ ۱۳۸۰ سگ‌کُشی برترین فیلمِ همهٔ دوره‌های گذشتهٔ جشنواره شناخته شد. در رأی‌گیریِ نویسندگانِ مجلّهٔ فیلم نیز سگ‌کُشی بهترین فیلمِ سالِ ایران شناخته شد. امیر پوریا به یاد آورده که در پایانِ جشنوارهٔ فیلمِ فجرِ ۱۳۷۹، که سگ‌کُشی نخستین بار به نمایشِ همگانی درآمد، هیئتِ داورانِ بخشِ مسابقهٔ سینمای ایران «با اشاره‌ای کم‌وبیش صریح به بهرام بیضایی، در بیانیهٔ نهایی خود به طعنه یادآوری کرد که «می‌توان استادی را کمتر به رخ کشید»».

#### جایزه‌ها
| جشنواره                        | تاریخِ مراسم    | جایزه                                               | نامزد                           | نتیجه        |
| ------------------------------ | -------------- | --------------------------------------------------- | ------------------------------- | ------------ |
| جشنوارهٔ فیلمِ فجر               | ۲۱ بهمنِ ۱۳۷۹   | بهترین فیلم                                         | بهرام بیضایی                    | نامزدشده     |
| جشنوارهٔ فیلمِ فجر               | ۲۱ بهمنِ ۱۳۷۹   | بهترین کارگردانی                                    | بهرام بیضایی                    | نامزدشده     |
| جشنوارهٔ فیلمِ فجر               | ۲۱ بهمنِ ۱۳۷۹   | بهترین بازیگرِ نقشِ اوّلِ مرد                           | مجید مظفّری                      | نامزدشده     |
| جشنوارهٔ فیلمِ فجر               | ۲۱ بهمنِ ۱۳۷۹   | بهترین بازیگرِ نقشِ اوّلِ زن                            | مژده شمسایی                     | دیپلمِ افتخار |
| جشنوارهٔ فیلمِ فجر               | ۲۱ بهمنِ ۱۳۷۹   | بهترین بازیگرِ نقشِ دوّمِ مرد                           | داریوش ارجمند                   | برنده        |
| جشنوارهٔ فیلمِ فجر               | ۲۱ بهمنِ ۱۳۷۹   | بهترین بازیگرِ نقشِ دوّمِ زن                            | میترا حجّار و رابعه اسکویی       | نامزدشده     |
| جشنوارهٔ فیلمِ فجر               | ۲۱ بهمنِ ۱۳۷۹   | بهترین فیلم‌نامه                                     | بهرام بیضایی                    | برنده        |
| جشنوارهٔ فیلمِ فجر               | ۲۱ بهمنِ ۱۳۷۹   | بهترین صدابرداری                                    | جهانگیر میرشکاری                | نامزدشده     |
| جشنوارهٔ فیلمِ فجر               | ۲۱ بهمنِ ۱۳۷۹   | بهترین طرّاحیِ صحنه و لباس                            | ایرج رامین‌فر                    | برنده        |
| جشنوارهٔ فیلمِ فجر               | ۲۱ بهمنِ ۱۳۷۹   | بهترین فیلم‌برداری                                   | اصغر رفیعی جم                   | برنده        |
| جشنوارهٔ فیلمِ فجر               | ۲۱ بهمنِ ۱۳۷۹   | بهترین چهره‌پردازی                                   | فرهنگ معیّری                     | نامزدشده     |
| جشنوارهٔ فیلمِ فجر               | ۲۱ بهمنِ ۱۳۷۹   | بهترین فیلم از نگاهِ تماشاگران                       | سگ‌کُشی                           | برنده        |
| جشنوارهٔ فیلمِ فجر               | ۲۱ بهمنِ ۱۳۷۹   | بهترین بازیگرِ نقشِ اوّلِ زنِ بخشِ بین‌الملل               | مژده شمسایی                     | برنده        |
| جشنِ بزرگِ سینمای ایران          | ۲۱ شهریورِ ۱۳۸۰ | بهترین فیلم                                         | بهرام بیضایی                    | نامزدشده     |
| جشنِ بزرگِ سینمای ایران          | ۲۱ شهریورِ ۱۳۸۰ | فیلمِ برگزیدهٔ انجمنِ منتقدان و نویسندگانِ سینمای ایران | بهرام بیضایی                    | نامزدشده     |
| جشنِ بزرگِ سینمای ایران          | ۲۱ شهریورِ ۱۳۸۰ | بهترین کارگردانی                                    | بهرام بیضایی                    | برنده        |
| جشنِ بزرگِ سینمای ایران          | ۲۱ شهریورِ ۱۳۸۰ | بهترین فیلم‌نامه                                     | بهرام بیضایی                    | نامزدشده     |
| جشنِ بزرگِ سینمای ایران          | ۲۱ شهریورِ ۱۳۸۰ | بهترین بازیگرِ نقشِ اوّلِ زن                            | مژده شمسایی                     | نامزدشده     |
| جشنِ بزرگِ سینمای ایران          | ۲۱ شهریورِ ۱۳۸۰ | بهترین بازیگرِ نقشِ دوّمِ مرد                           | داریوش ارجمند                   | نامزدشده     |
| جشنِ بزرگِ سینمای ایران          | ۲۱ شهریورِ ۱۳۸۰ | بهترین فیلم‌برداری                                   | اصغر رفیعی جم                   | نامزدشده     |
| جشنِ بزرگِ سینمای ایران          | ۲۱ شهریورِ ۱۳۸۰ | بهترین تدوین                                        | بهرام بیضایی                    | نامزدشده     |
| جشنِ بزرگِ سینمای ایران          | ۲۱ شهریورِ ۱۳۸۰ | بهترین موسیقیِ متن                                   | صبا خضوعی و وارطان ساهاکیان     | نامزدشده     |
| جشنِ بزرگِ سینمای ایران          | ۲۱ شهریورِ ۱۳۸۰ | بهترین چهره‌پردازی                                   | فرهنگ معیّری                     | نامزدشده     |
| جشنِ بزرگِ سینمای ایران          | ۲۱ شهریورِ ۱۳۸۰ | بهترین طرّاحیِ صحنه                                   | ایرج رامین‌فر                    | برنده        |
| جشنِ بزرگِ سینمای ایران          | ۲۱ شهریورِ ۱۳۸۰ | بهترین طرّاحیِ لباس                                   | ایرج رامین‌فر                    | نامزدشده     |
| جشنِ بزرگِ سینمای ایران          | ۲۱ شهریورِ ۱۳۸۰ | بهترین صدابرداری                                    | جهانگیر میرشکاری و مهران ملکوتی | نامزدشده     |
| جشنِ بزرگِ سینمای ایران          | ۲۱ شهریورِ ۱۳۸۰ | بهترین صداگذاری و میکس                              | امیرحسین قاسمی                  | نامزدشده     |
| جشنِ بزرگِ سینمای ایران          | ۲۱ شهریورِ ۱۳۸۰ | بهترین عنوان‌بندی                                    | پیمان بیضایی                    | نامزدشده     |
| جشنِ بزرگِ سینمای ایران          | ۲۱ شهریورِ ۱۳۸۰ | بهترین عکسِ فیلم                                     | شاهرخ سخایی                     | نامزدشده     |
| جشنِ دنیای تصویر                | ۱۳ دیِ ۱۳۸۰     | بهترین فیلم                                         | بهرام بیضایی و بهروز هاشمیان    | نامزدشده     |
| جشنِ دنیای تصویر                | ۱۳ دیِ ۱۳۸۰     | بهترین کارگردانی                                    | بهرام بیضایی                    | نامزدشده     |
| جشنِ دنیای تصویر                | ۱۳ دیِ ۱۳۸۰     | یکی از دو بازیگرِ بهترِ زن                            | مژده شمسایی                     | برنده        |
| جشنِ دنیای تصویر                | ۱۳ دیِ ۱۳۸۰     | یکی از دو بازیگرِ بهترِ مرد                           | داریوش ارجمند                   | نامزدشده     |
| جشنِ دنیای تصویر                | ۱۳ دیِ ۱۳۸۰     | بهترین فیلم‌نامه                                     | بهرام بیضایی                    | نامزدشده     |
| جشنِ دنیای تصویر                | ۱۳ دیِ ۱۳۸۰     | بهترین فیلم‌برداری                                   | اصغر رفیعی جم                   | نامزدشده     |
| جشنِ دنیای تصویر                | ۱۳ دیِ ۱۳۸۰     | بهترین طرّاحیِ صحنه و لباس                            | ایرج رامین‌فر                    | برنده        |
| جشنوارهٔ فیلم‌های اجتماعیِ آبادان | ۱۳۸۰           | بهترین فیلم‌نامه                                     | بهرام بیضایی                    | برنده        |
| جشنوارهٔ فیلمِ سیدنی             | ۲۰۰۲ میلادی    | جایزهٔ ویژهٔ هیئتِ داوران                              | بهرام بیضایی                    | برنده        |

## دربارهٔ فیلم
. . . اما شرافتمندانه بگویم شباهتی میان صحنهٔ آخر «سر ظهر» با صحنهٔ آخر باغستان وجود ندارد. آن مقابله، در شهر می‌گذرد و این مقابله − که مقابله‌ای هم نیست − در دشت؛ ولی به هر حال من بسیاری از فیلم‌های وسترن را دوست دارم؛ و چاره‌ای هم نیست؛ فیلمسازی را نمی‌شناسم که در فضای دشت و صحنهٔ مقابلهٔ دو گروه بتواند از یادآوری وسترن فرار کند. گرچه حتی در یکی دو فیلم گنگستری از نوع «فیلم سیاه» هم صحنهٔ پایانی هست که در آن قهرمان زخمی سرانجام خودش را از شهر به فضای بازِ دشت یا مزرعهٔ آرزو شده‌اش می‌رساند و آنجا می‌میرد. موقع نوشتن و ساختن، فکر احتمال این تداعی‌ها و گریز از آن‌ها را می‌کردم. فیلم باید حتماً به فضای اولین دیدار عاشقانهٔ گلرخ و ناصر معاصر برمی‌گشت؛ به فضای «سگ‌کشی». راه آخر این بود که بر خلاف آن فیلم‌ها . . . اصلاً هیچ چیزی از درگیری نشان داده نشود. با نشانه‌هایی، درگیری فقط احساس شود. . . . تماشاگر می‌تواند بقیه‌اش را حدس بزند. احتمال نمی‌رود ناصر معاصر چندان توان مقاومت داشته باشد.

بیضایی، در گفتگو با زاون قوکاسیان
به عقیدهٔ احمد طالبی‌نژاد سگ‌کُشی «جامع‌ترین تصویر از تهران» ِ میانه‌های دههٔ ۱۳۶۰ را به یادگار گذاشته است.

### تجزیه و تحلیل
بیشترِ صاحب‌نظران سگ‌کُشی را از گونهٔ نوآر دانسته‌اند. علیرضا کاوه گفته: «مایلم در این مقال با آن گروه از نظریه‌پردازان و هنرمندان سینما همدل باشیم که معتقدند هر فیلم اگر کاملاً در گونه‌ای سینمایی نگنجد حتماً متأثّر از، یا در واکنش به یکی از آن‌ها خواهد بود. . . . اگر بپذیریم که غریبه و مه، متأثّر از گونهٔ سامورایی و کوروساوایی است یا شاید وقتی دیگر متأثّر از گونهٔ جنایی/معماییِ روانشناسانه و هیچکاکی است، «سگ‌کشی» noir و بوگارتی است.» امیر قادری نیز سگ‌کُشی را «یک نوآر اساسی» و «حتی . . . نوعی نئونوآر یا فیلم نوآر در دوران پسامدرن» وصف کرد. ولی احمد طالبی‌نژاد، که سگ‌کُشی را «تکان‌دهنده‌ترین تصویر از یک دوران اجتماعی برزخی» می‌داند، بر آن است که این فیلم و سرجمع فیلم‌های بیضایی هیچ در قالبِ گونه‌های شناختهٔ سینمایی نمی‌گنجد، بلکه سبکی است یگانه و ویژه با اصول و قواعدِ خود، چیزی که طالبی‌نژاد «سبک بیضایی» می‌نامد. وی در مقالهٔ «ما لعبتگانیم و فلک لعبت‌باز» توضیح می‌دهد که چرا چنین است: ««سگ‌کشی» به همان نسبت که اجتماعی است، سیاسی هم هست، پلیسی و جنایی هم هست. اصلاً یک فیلم «نوآر» است. پس باید خیال خود را از بابت انتساب فیلم به ژانرهای مألوف راحت کنیم و بگوییم، «سگ‌کشی» فیلمی از بهرام بیضایی است. یا بهتر بگویم فیلمی است به سبک بیضایی. . . . سینمای بیضایی سینمای محتواست. شکل و قالب آثار او البتّه که دارای ارزشند. اما از آنجا که بیضایی تنها به حکم حرفه‌اش فیلم را نمی‌سازد و اندیشمندی است که نمایش و سینما را برای بیان منویات خود انتخاب کرده، طبیعی است که مضمون و محتوای آثار او برجسته‌تر از دیگر وجوه باشند.» فرزاد مؤتمن نیز بر همین باور بوده است: «. . . عملاً نوآر نیست و بیشتر «فیلم بیضایی» است.»

هرگز فیلمی از بهرام بیضایی صاحب این همه «تیپ» به جای «شخصیت» نبوده است.

مجید اسلامی، ۱۳۸۰

سگ‌کشی، مثل بسیاری از آثار خوب تاریخ سینما، به اثری دربارهٔ شرایط ساخت خودش نیز تبدیل می‌شود. مشکلات مالی گلرخ با صاحبان پول و گرفتاری‌های مربوط ممیزی‌اش با صاحبان قدرت، می‌تواند به نوعی تجربه‌های خود کارگردان در این چندساله برای ساخت فیلم هم باشد. کلی از تأثیر فیلم هم از خشمی ناشی می‌شود که بیضایی در این سال‌ها در وجودش سرکوب کرده و حالا در فرصت پیش‌آمده با شدت تمام در سگ‌کشی سرریز می‌شود. به نظر می‌رسد که او دچار یک نوع پارانویا شده و می‌دانید این پدیده (که مصلحان اجتماع مبتلایان به آن را به عنوان «بیمار روانی» طبقه‌بندی می‌کنند) منشأ ساخت چه شاهکارهایی بوده است.

امیر قادری، ۱۳۸۰
دربارهٔ نمادپردازی و روایت در سگ‌کُشی نیز بسیار گفته‌اند. به عقیدهٔ سعید عقیقی، «هر جا بیضایی توانسته نقبی به اسطوره و موضوعات مورد علاقه‌اش بزند . . . موفق‌تر بوده و واقعیت بهانه‌ای شده برای بازگشت به همان تم‌های آشنا؛ ولی هرجا بیش‌تر آمده به سطح و مجبور شده داستان واقعی را در خودش حل کند، یا اسطوره و آیین را در واقعیت حل کند، به نظرم نتیجهٔ معکوس گرفته.» عقیقی سگ‌کُشی را از لحاظِ فنّی فیلمِ قوی‌تری از رگبار می‌داند، وجوهی از شخصیت‌پردازی‌هایش را به فیلمِ زیستنِ آکیرا کوروساوا مانند می‌کند، ولی معتقد است که در سگ‌کُشی «واقعیت بهانه‌ای‌ست برای رسیدن به جهان سمبولیک یا آیینی یا اساطیری»، به‌طوری‌که در آن «تعادل بینِ سبک و درون‌مایه عملاً از بین رفته است». امّا حمید امجد بر این باور بوده است که در سگ‌کُشی نیز ردِّ پای افسانه و آیین هست و «بیضایی نشان می‌دهد از تاریخ و اسطوره خلاصی نداریم». وی می‌افزاید: «توفیق فیلم به نظرم دقیقاً همین بود که فضایی، ضرباهنگی و لحنی از روایت را شکل می‌داد که در جریانِ روایت به منطقش فکر نمی‌کردم. به نظرم موفقیتِ روایت درست همین نقطه است که وقتی در جهانِ درونِ روایت هستیم آن را با جهانِ بیرون از روایت قیاس نکنیم.» امجد این ویژگی را برآمده از خاستگاه‌های رواییِ بیضایی در تعزیه و افسانه و قصّه می‌داند و بر این باور است که «هر قصه‌ای را می‌توانید با عناصری که قصّوی‌اند نه منطقی، به محاکمه بکشید.» (بیضایی خود اشاره کرده که گلرخ را می‌شود همچون ایشتار دید که به نجاتِ تموز می‌رود. جای دیگر داستانِ دمرلِ دیوانه، پسرِ دوخا قوجا را از سرچشمه‌های این گونهٔ داستانی دانسته. بهزاد عشقی نیز گلرخ را به الهه‌های یونانیِ انتقام مانند کرده است و موضوعِ تجاوز در این فیلم را افشاگرِ «مناسبات» ِ اجتماعی وصف کرده که در او «اقتصاد دلالی و ناسالم، فرهنگ و اخلاق و روابط انسانی را مورد تعرض قرار می‌دهد.») ولی حامد یوسفی چنین یکدستی‌ای در فیلم ندیده و بر آن بوده است که اگر «بیضایی این بار ماجرای خودش را روایت کرده است و فیلمش جمع‌بندی اوست از «آنچه من در جهان دیدم»»، پس سگ‌کُشی فیلمی است دربارهٔ فریب و در واقع «علیه فریبکاری». ولی، با این همه، فیلم خود در نسخهٔ کنونی تماشاکنان را می‌فریبد و زاویهٔ دیدش نه محدود به گلرخ می‌ماند، و نه در زاویهٔ دیدِ سوّم شخصِ دانای کل تماشاکنان را از غرضِ واقعیِ ناصر معاصر می‌آگاهاند. یوسفی نتیجه می‌گیرد که اگر سگ‌کُشی فیلمی علیه فریبکاری و مناسباتِ بازاری است، لاجرم با فریفتنِ تماشاکنان «فیلمی است علیه خودش و علیه مؤلف»، مگر این که چند سکانس از فیلم حذف شود و روایت به زاویهٔ دیدِ گلرخ محدود گردد. از این جهت، جمشید ارجمند نیز با حامد یوسفی همداستان بوده است. وی بعضی از سکانس‌های فیلم را «در حدّ شاهکار» دیده و نوشته: «هر کسی حق دارد حرف خود را بزند و دردها و رنج‌هایش را به زبان آشنای خود برای دیگران بازگو کند. هر کسی حق دارد، اگر می‌تواند، پرده‌دری کند، کم‌وکاستی‌ها و زشتی‌ها و پستی‌ها را بازگوید و رابطهٔ وجدانی با جامعه برقرار کند؛ در این عرصه، هنرمند بیشتر حق (و وظیفه) دارد، و در میان هنرمندان، استاد بیضایی که ناهمواری‌هایی بیش از بسیاری دیگر بر خود هموار کرده، باز حقی بیشتر از سایر هنرمندان دارد؛ و این فیلم، در جهت ادای این حق و وظیفه است.» با این همه، به گمانِ ارجمند سگ‌کُشی اضافاتی هم دارد که فیلم‌سازِ تدوین‌گر «از سر مهر و وابستگی، دریغ از حذف آن‌ها دارد.» شاهرخ دولکو نیز در مقاله‌ای بر همین نکته انگشت گذاشته و چند مصداقش را برشمرده است. ولی امیر پوریا زاویهٔ دیدِ سوّم شخصِ دانای کل را در سگ‌کُشی «درست همتای آثار هیچکاک» و از نقاطِ قوّتِ فیلم شمرده، که در کارِ فیلم‌سازانِ متعارف به زاویهٔ دیدِ قهرمان تنزّل می‌یافت. او تقطیعِ بعضی صحنه‌ها را «یادآور بهترین فیلم‌های هیچکاک» دانسته و شیوهٔ روایتِ سگ‌کُشی را با شیوهٔ روایت در فیلمِ پنجرهٔ عقبی سنجیده است. جواد طوسی نیز گفتهٔ بیضایی را که «اگر فیلم عین واقعیت باشد، دروغ محض است» توجیهِ بسنده‌ای برای فضا و آهنگ و میزانسنِ «غیرعادی» ِ فیلم ندانسته؛ و، با این همه، فصلِ پایانیِ فیلم را ستوده و فراموش‌نشدنی دانسته است.

. . . اعتراض به‌موقعی بود، نسبت به فضایی که همه هار شده‌اند . . .

جواد مجابی، اوایلِ دههٔ ۱۳۸۰
خسرو دهقان فنِّ سگ‌کُشی را مفصّل و شایستهٔ مطالعه شمرده و نوشته: «بیضایی نگرش صنعتی به سینما دارد و فن‌سالاری برایش اهمیت دارد. همه می‌دانیم که در زمینهٔ تدوین توانایی دارد و برای خود و دیگران کار کرده است. برای دوربین و نور دل‌نگران است و چیزی را به امان خدا رها نمی‌کند. بندبند مناسبات فنّی فیلم را لحاظ می‌کند و می‌کوشد تا بر فیلم تسلّط تکنیکی داشته باشد. به محدودیت‌ها و امکانات دامنهٔ کار صنعت سینمای ایران واقف است و بایدها و نبایدها و شدنی‌ها و نشدنی‌ها را می‌شناسد.» محمّدسعید محصّصی نیز سخنِ دهقان را تأیید کرده، کارِ بیضایی را به «حال و هوای برخی فیلم‌های هیچکاک» نزدیک دانسته و نوشته: «سینمای بیضایی به گمان من . . . به عرضهٔ بالاترین درجهٔ مهارت و حرفه‌ای‌گری، متعهد است.» محصّصی گرایشِ بیضایی را چیزی واروی سبکِ سینماییِ عبّاس کیارستمی دیده و اقبالِ مردم به سگ‌کُشی را حاصلِ «دلزدگی» سینمادوستانِ ایرانی از فیلم‌های بی‌داستان پنداشته است. او حتّی تشخیصِ اضافاتِ فیلم را که از بُرشِ تدوین جامانده «در مسیر کمال‌طلبی» و «یک نوع تربیت سلیقهٔ متعالی» دانسته که فیلم به بیننده می‌آموزد.

### در فرهنگِ عامّه
در ترانهٔ «سینما» از آلبومِ ساعت فراموشیِ رضا یزدانی به این فیلم اشاره شده است. شاهین نجفی سگ‌کُشی را الهام‌بخشِ نوشتنِ ترانهٔ «زندگی سگی ما» از آلبومِ ما مرد نیستیم اعلام کرده است. دامون نوردین نیز ترانه‌ای به نامِ «رگبار» خوانده که در آن به فیلم‌های بیضایی، از جمله سگ‌کُشی، و به شخصیتِ ناصر معاصر اشاره می‌شود. عنوانِ خبرِ اصلیِ هفته‌نامهٔ ۹ دی دربارهٔ چاقو خوردنِ سلمان رشدی در روزِ ۱۲ اوتِ ۲۰۲۲ نیز «سگ‌کشی!» بود.

## گروهِ سازنده

### بازیگران
بیضایی بازیگرانِ سگ‌کُشی را با گرفتنِ نمونهٔ تصویری برگزید. نقشِ اوّل، گلرخ کمالی، با مژده شمسایی، همسرِ بیضایی، بود؛ که از فیلمِ مسافران به بعد بازیگرِ اصلیِ کارهای بیضایی شده بود. نقش‌های اوّلِ مردِ فیلم، ناصر معاصر و جواد مقدّم، به ترتیب به مجید مظفّری و رضا کیانیان رسید. بیضایی گفته: «مجید مظفری شاید تنها بازیگری است که حتی در نسخهٔ اول هم برای نقش ناصر معاصر به او فکر کرده بودم.» پرویز پورحسینی در گفتگویی در خرداد ۱۳۹۵ گفته که بیضایی نخست وی را برای نقش «جواد مقدّم» برگزیده بود، ولی او نقش را نپذیرفت و از این بابت افسوس می‌خورد. بیضایی نیز در گفتگو با قوکاسیان به این نکته اشاره کرده.
مجید مظفّری، بازیگر نقش ناصر معاصر، بیضایی را به رهبرِ ارکستری مانند می‌کند که سمفونی خودش را اجرا می‌کند و هر نوازنده در این سمفونی به فراخور توان و استعدادش ساز تخصصی خویش را می‌نوازد؛ اما به گونه‌ای که او می‌خواهد و چیزی را می‌نوازد که او نوشته و نوازنده را به نواختنش گماشته. وی دربارهٔ شیوهٔ کارِ بیضایی با بازیگر در فیلم سگ‌کشی می‌افزاید: «نمی‌خواهم بگویم که بازیگر در دست استاد به مثابه ابزار عمل می‌کند. نه. بازیگر باید قادر باشد لایه‌های دروغ شخصیت را بیابد و از درون خود یک شخصیت جدید با خلق و خوی جدید و با نگرش جدید کشف کند و بروز دهد. آقای بیضایی همه تلاش خود را برای این اکتشاف به کار می‌بندد باقی کار با بازیگر است که چگونه پاسخ بدهد.»
رضا کیانیان نیز در مقاله‌ای به نامِ «مشقت بیضایی بودن» به خاطراتِ فیلمِ سگ‌کُشی پرداخته. او بر این باور بوده که «شیوه تولید سینمای ایران، بیضایی را نمی‌فهمد»، چراکه بیضایی پیش از فیلم‌برداری اجزای فیلم را در ذهن ساخته و بر کاغذ می‌آورد و نما به نما دکوپاژ کرده و در اختیارِ همهٔ عوامل می‌گذارد و هنگامِ اجرا سرِ صحنه همان چیزی را می‌خواهد که از پیش نوشته و گفته. به گفتهٔ کیانیان «بیضایی از قبل فیلمش را در ذهن ساخته است.» وی آورده: «روزی که از دفتر «سگ‌کشی» با من تماس گرفتند و خواستند که به آنجا بروم، یک انتظار چندین ساله برای من به پایان رسید. با این که بهرام بیضایی از من خواست برای تست جلوی دوربین ویدئویی او بایستم، اما هیچ شکی نداشتم که در فیلم «سگ‌کشی» بازی خواهم کرد؛ و امروز می‌دانم که در تاریخ سینما، جایی کوچک اما آبرومند دارم.» سعید عقیقی امّا بازی کیانیان را نپسندیده و «تعریف‌نشدگی نقش» را سببِ ضعفی دانسته که تشخیص داده است.
داریوش ارجمند، بازیگرِ نقشِ حاجی نقدی، در گفتگویی برای فیلمِ مستندِ پرونده‌ی کوتاهِ سگ‌کُشی گفتهٔ خود را هنگامِ گرفتنِ سیمرغِ بلورینِ بهترین بازیگرِ نقشِ دوّمِ مرد از دستِ فرامرز قریبیان در جشنوارهٔ فیلمِ فجرِ ۱۳۷۹ تکرار می‌کند که «نقش کوچک وجود نداره وقتی نقش کوچک رو بهرام بیضایی نوشته باشه.» این گفته سپس‌تر بارها تکرار شده. ارجمند برای بازی در این فیلم، که سیمرغِ بلورینِ بهترین بازیگرِ نقشِ مکمّلِ مرد جشنوارهٔ فیلمِ فجرِ ۱۳۷۹ را نیز گرفت، به جای دستمزد شمعِ کیکِ تولّدِ بیضایی را خواسته و گرفته است.

. . . یکی از صحنه‌هایی که خودم خیلی دوستش دارم و تصور می‌کنم از معدود صحنه‌هایی است که خود واقعی گلرخ را در آن می‌بینیم صحنهٔ ملاقات سوم گلرخ با فرشته اقتداری است. . . . پیش از گرفتن اولین پلان این صحنه آقای بیضایی به من گفت: «خب، می‌خوای در این صحنه چه کار کنی؟» گفتم: «در سناریو نوشته گلرخ در جواب سؤال فرشته گریه‌ای جان‌سوخته می‌کند». بیضایی گفت: «آره، ولی یادت باشد نباید این گریه از ضعف و ناتوانی و دلسوزی به حال خود باشد؛ بلکه یک انفجار است، خروش و غرشی است از شدت خشم و نفرت و بیزاری. به اینها فکر کن. هرچه محاسبه‌نشده‌تر کار کنی موفق‌تری و هرچه خودجوش‌تر بهتر. تمرین هم نمی‌کنیم. اگر در برداشت اول چیزی به نظرم آمد بار دیگر می‌گیریم، در غیر این صورت یک برداشت برایم کافی است». بیضایی با گفتن همین چند کلمهٔ ساده تمام مقصود و منظورش از این صحنه را به من منتقل کرد، به‌طوری‌که همان برداشت اول مورد قبول واقع شد.

مژده شمسایی
| بازیگر              | نقش                       |
| ------------------- | ------------------------- |
| مژده شمسایی         | گلرخ کمالی                |
| جمشید لایق          | پدرش                      |
| مجید مظفّری          | ناصر معاصر                |
| رضا کیانیان         | جواد مقدّم                 |
| باقر صحرارودی       | عیوض                      |
| میترا حجّار          | فرشته اقتداری             |
| فریده جدّیکار        | مادرش                     |
| محمود بنفشه‌خواه     | پدرش                      |
| بهزاد فراهانی       | خاوری                     |
| وحید پرند           | کارمندش                   |
| فردوس کاویانی       | تابان‌پور                  |
| هومن لایق           | دستیارش                   |
| محمد فرزین          | پاکارش                    |
| مهدی گلستانه مقدم   | میزبان                    |
| حسن پورشیرازی       | گروهبان نغمه              |
| علی واثق‌پور         | افسرِ زندان                |
| حامد محمّدی          | افسرِ زندان                |
| داوود فتحعلی‌بیگی    | منتسب                     |
| پریزاد سیف          | همسرش                     |
| مریم بوبانی         | خواهرِ منتسب               |
| مهشاد مخبری         | خواهرِ کوچک‌تر؛ همسرِ اروانه |
| امید همایون         | اروانه                    |
| ابراهیم آقاجانی     | پاسبان                    |
| مهدی رجب‌پور         | پاسبان                    |
| علی گزل‌زاده         | مأمورِ باجه                |
| عنایت بخشی          | صبوری                     |
| کامران فیوضات       | حسابدارش                  |
| داریوش ارجمند       | حاجی نقدی                 |
| علی سلیمانی         | منشی‌اش                    |
| رابعه اسکویی        | همسرش                     |
| مروارید دبیر اشرافی | کلفتش                     |
| هستی و وفا هوربد    | بچه‌ها                     |
| احمد نجفی           | نایری                     |
| هوشنگ قوانلو        | سرمیزبان                  |
| جعفر بزرگی          | تاجوردی                   |
| اسماعیل شنگله       | وکیلش                     |
| حبیب دهقان‌نسب       | هاشم برید                 |
| محسن قاضی‌مرادی      | حسابدارش                  |
| کاظم افرندنیا       | افرندی                    |
| مهتاب نصیرپور       | منشی‌اش                    |
| منوچهر افسری        | محافظش                    |
| عرش پورزارعی        | دیلاق                     |
| احمد آکشته          | کتک‌زن                     |
| داوود عبّاسی         | کتک‌زن                     |
| بابک سبزوی          | کتک‌زن                     |
| کامران باختر        | سنگستانی                  |
| مجید ایران‌عقیده     | سنگستانی                  |
| علی کریم            | سنگستانی                  |
| آرش دلدار           | سنگستانی                  |
| علی‌اصغر نجات        | سنگستانی                  |
| علی کنگرلو          | سرکارگرِ سنگستانی          |
| احمد نشاط           | نگهبانِ شرکت               |
| حسن دادشکر          | کارمندِ شعبهٔ چک‌های برگشتی  |
| محمّد خطیبی          | کارمندِ شعبهٔ چک‌های برگشتی  |
| مسعود سخایی         | کارمندِ شعبهٔ چک‌های برگشتی  |
| یدالله تیموری       | کارمندِ شعبهٔ چک‌های برگشتی  |
| محمّدرضا غیاثی       | کارمندِ شعبهٔ چک‌های برگشتی  |
| بابک بیات           | افسرِ راهنمایی             |
| وحید سیفی           | رانندهٔ فرودگاه            |
| (ناشناس)            | خرکچی                     |

### سیاهی لشکر
هانیه توسّلی در یکی از سکانس‌ها (در لابیِ هتل) در نقشِ مسافری چمدان به دست ظاهر شده است.

### عوامل
| کارگردان         | بهرام بیضایی                   |
| فیلم‌نامه‌نویس     | بهرام بیضایی                   |
| تهیه‌کنندگان      | بهرام بیضایی                   |
| مدیرِ فیلم‌برداری  | اصغر رفیعی جم                  |
| طرّاحِ صحنه و لباس | ایرج رامین‌فر                   |
| تدوین            | بهرام بیضایی                   |
| چهره‌پرداز        | فرهنگ معیّری                    |
| موسیقیِ متن       | وارتان ساهاکیان، صبا خضوعی     |
| صدابردار         | جهانگیر میرشکاری، مهران ملکوتی |

### توضیحات
1. ↑  نویسندهٔ مقالهٔ «دههٔ سوم انقلاب با کدامین سینما آغاز می‌شود؟» در شمارهٔ ۱۷ بهمنِ ۱۳۷۷ روزنامهٔ سلام گفته که پروانهٔ ساختِ سگ‌کُشی صادر شده، ولی «متأسفانه هنوز تهیه‌کننده‌ای برای آن پیدا نشده است.» (ص. ۷)
2. ↑  مثلاً در بهرنگی، صمد (۱۳۴۷). اولدوز و کلاغها. تبریز: انتشارات شمس. ص. ۴۲.
3. ↑  ابراهیم گلستان نیز نمادپردازیِ آشکار را نقصی از برای فیلم‌های بیضایی شمرده. (گلستان، ابراهیم؛ جاهد، پرویز (۱۳۹۴). نوشتن با دوربین: رو در رو با ابراهیم گلستان. تهران: انتشارات اختران. ص. ۸۶. شابک ۹۷۸-۹۶۴-۷۵۱۴-۵۷-۶.)
4. ↑  فیلم در یوتیوب

### ارجاعات
1. ↑  مهرابی، «صدوپنج سال اعلان و پوستر فیلم در ایران»، ۳۴۹.
2. ↑  «اتحادیه تهیه‌کنندگان و توزیع فیلم ایران: تهیه‌کننده فیلم "سگ کشی" فقط بهرام بیضایی است». ایسنا.
3. ↑  داده‌های شاخص قیمت مصرف‌کننده ایران از مرجع «سری زمانی شاخص بهای کالاها و خدمات مصرفی ۱۰۰=۱۳۹۵ (از ۱۳۱۵ تاکنون)». ۲۰۲۲. بایگانی‌شده از اصلی در ۱۹ ژوئن ۲۰۱۹. دریافت‌شده در ۹ آوریل ۲۰۲۵. و بر اساس داده‌های بانک مرکزی استخراج شده‌اند.
4. ↑  طاهری مبارکه، ««گزارش سگ‌کشی» از کتاب بهرام بیضایی و پدیده‌ی سگ‌کشی»، ۲۹۱.
5. ↑  درگذشت ششمین بازیگر سگ‌کشی / سگ‌کشی بلحاظ تیم بازیگران اثری پربازیگر به‌شمار می‌رود.
6. ↑  فاضلی، «اندیشیدن با هنر»، ۱۴۸.
7. ↑  آسایش، «تولد سینمای معترض اجتماعی از بستر سینمای اصلاحات»، ۵.
8. ↑  مرادی، «سینما در ایران»، ۳۰۷.
9. ↑  عشقی، «راه بی‌بازگشت»، ۵۵.
10. ↑  امجد، «رگهٔ تباهی»، ۱۶.
11. ↑  بیضایی، «سالشمار زندگی و آثار بهرام بیضایی»، ۲۳.
12. ↑  بیضایی، ««گفتگو با بهرام بیضایی» از کتاب بهرام بیضایی و پدیده‌ی سگ‌کشی»، ۲۸.
13. ↑  بیضایی، ««گفتگو با بهرام بیضایی» از کتاب بهرام بیضایی و پدیده‌ی سگ‌کشی»، ۲۸–۲۹.
14. ↑  چوبک، «انتری که لوطیش مرده بود»، ۱۴۴.
15. ↑  انوری، «فرهنگ بزرگ سخن»، ۴۲۲۲.
16. ↑  «سگی در خرمن‌جا». کتاب جگن، شمارهٔ ۵. ۱۳۴۶. ص. ۳۲.
17. ↑  بیضایی و  قوکاسیان، «گفت‌وگو با بهرام بیضایی»، ۱۷۲.
18. ↑  بیضایی، بهرام. سگ‌کشی(فیلم‌نامه)..
19. ↑  اتحاد، «من این مقام به دنیا و آخرت ندهم»، ۱۳.
20. ↑  Hubert Bals Fund Complete Results: 1988-2016
21. ↑  بیضایی، «سالشمار زندگی و آثار بهرام بیضایی»، ۲۶.
22. ↑  سخایی، ««گفتگو با شاهرخ سخایی عکّاس» از کتاب بهرام بیضایی و پدیده‌ی سگ‌کشی»، ۱۴۳.
23. ↑  سخایی، ««گفتگو با شاهرخ سخایی عکّاس» از کتاب بهرام بیضایی و پدیده‌ی سگ‌کشی»، ۱۴۳.
24. ↑  بیضایی، ««گفتگو با بهرام بیضایی» از کتاب بهرام بیضایی و پدیده‌ی سگ‌کشی»، ۳۱.
25. ↑  رفیعی جم، ««گفتگو با اصغر رفیعی جم فیلمبردار» از کتاب بهرام بیضایی و پدیده‌ی سگ‌کشی»، ۱۲۷–۱۲۹.
26. ↑  میرشکاری، ««جهانگیر میرشکاری صدابردار» از کتاب بهرام بیضایی و پدیده‌ی سگ‌کشی»، ۱۸۳–۱۸۵.
27. ↑  رامین‌فر، ««گفتگو با ایرج رامین‌فر طرّاح صحنه و لباس» از کتاب بهرام بیضایی و پدیده‌ی سگ‌کشی»، ۱۶۰–۱۶۵.
28. ↑  معیّری، ««فرهنگ معیّری طراح چهره‌پرداز» از کتاب بهرام بیضایی و پدیده‌ی سگ‌کشی»، ۱۸۳–۱۸۵.
29. ↑  خضوعی، ««صبا خضوعی آهنگ‌ساز» از کتاب بهرام بیضایی و پدیده‌ی سگ‌کشی»، ۱۹۰–۱۹۲.
30. ↑  خضوعی، ««وارطان ساهاکیان آهنگ‌ساز» از کتاب بهرام بیضایی و پدیده‌ی سگ‌کشی»، ۱۹۳–۱۹۴.
31. ↑  اسلامی، «با من «حرف» نزن»، ۹۲.
32. ↑  بیضایی، ««گفتگو با بهرام بیضایی» از کتاب بهرام بیضایی و پدیده‌ی سگ‌کشی»، ۳۵–۳۶.
33. ↑  آواهایی در قاب.
34. ↑  نورایی و  یاری، «این خانه مال تو نیست»، ۷۹.
35. ↑  بیضایی، «سالشمار زندگی و آثار بهرام بیضایی»، ۲۶.
36. ↑  بیضایی، «سالشمار زندگی و آثار بهرام بیضایی»، ۲۷.
37. ↑  بیضایی، «سگ‌کشی آیینه‌ای بود که خودشان را در آن دیدند: گفتگو با بهرام بیضایی دربارهٔ تاریخ معاصر، اسطوره‌ها و هنر».
38. ↑  مجید مظفری فیلم‌نامه بهرام بیضایی را کارگردانی کرد.
39. ↑  فاضلی، «اندیشیدن با هنر»، ۱۵۴.
40. ↑  جعفری‌نژاد، «بهرام بیضائی»، ۱۱۴.
41. ↑  یاری، «مشخصات، داستان و مرور فیلم‌های اکران‌شده در سال ۱۳۸۸»، ۳۰۹.
42. ↑  خبرآنلاین: ۶۲ سال با گیشه و مخاطب سینما در ایران / بررسی فیلم‌های پر فروش ایرانی از سال ۲۷ تا سال ۸۹.
43. ↑  نگاهی اجتماعی به فیلم سگکشی'.
44. ↑  بهرام بیضائی پس از هشت سال فیلم تازه‌اش را کلید زد.
45. ↑  بهارلو، «معرفی و شناخت ناصر تقوایی»، ۴۱۴.
46. ↑  قوکاسیان، ««مقدمه» از کتاب بهرام بیضایی و پدیده‌ی سگ‌کشی»، ۲۲.
47. ↑  ، ««سگ‌کشی» و بهرام بیضایی: بهترین‌های جشنوارهٔ نوزدهم از نگاه نویسندگان و منتقدان ماهنامهٔ فیلم»، ۶۶.
48. ↑  پوریا، «. . . که خاک در جهان بسیار است!»، ۷۸.
49. ↑  «وبسایت رسمی جشنواره فجر، دورهٔ نوزدهم، ۱۳۷۹». بایگانی‌شده از اصلی در ۲۹ مه ۲۰۱۹. دریافت‌شده در ۲۹ مه ۲۰۱۹.
50. ↑  «وبسایت رسمی جشن حافظ، دورهٔ پنجم». بایگانی‌شده از اصلی در ۲۳ مارس ۲۰۱۹. دریافت‌شده در ۲۹ مه ۲۰۱۹.
51. ↑  −، «بهترین‌های جشنواره آبادان»، ۲.
52. ↑  بیضایی، ««گفتگو با بهرام بیضایی» از کتاب بهرام بیضایی و پدیده‌ی سگ‌کشی»، ۱۱۸.
53. ↑  طالبی‌نژاد، «تهران در سینمای ایران»، ۶۶.
54. ↑  کاوه، ««اگر بازگشتی وجود نمی‌داشت» از کتاب بهرام بیضایی و پدیده‌ی سگ‌کشی»، ۲۶۰–۲۶۸.
55. ↑  قادری، «نفسم گرفته است . . .»، ۹۴.
56. ↑  طالبی‌نژاد، ««ما لعبتگانیم و فلک لعبت‌باز» از کتاب بهرام بیضایی و پدیده‌ی سگ‌کشی»، ۲۵۳–۲۵۵.
57. ↑  مؤتمن و  میرهادی، «سلیقه، قصه و تخیل؛ بسترهای زایش ژانر در سینما»، ۹۴.
58. ↑  اسلامی، «با من «حرف» نزن»، ۹۲.
59. ↑  قادری، «نفسم گرفته است . . .»، ۹۵.
60. ↑  امجد، عقیقی و  −، «از تاریخ و اسطوره خلاصی نداریم».
61. ↑  امجد، عقیقی و  −، «از تاریخ و اسطوره خلاصی نداریم».
62. ↑  بیضایی، ««. . . به گفت‌وگوی واقعی نیازمندیم» از کتاب بهرام بیضایی و وقتی همه خوابیم»، ۲۰۸.
63. ↑  ریشه‌یابیِ درخت کهن. ص. ۲۰.
64. ↑  کهن‌الگوهای سینمای ایران. ص. ۳۶–۳۷.
65. ↑  عشقی، «شاید شیطان»، ۲۲.
66. ↑  یوسفی، ««متن، علیه مؤلف: دربارهٔ قرائتی مرسوم از «سگ‌کشی»» از کتاب بهرام بیضایی و پدیده‌ی سگ‌کشی»، ۲۸۷–۲۹۰.
67. ↑  ارجمند، ««سگ‌کشی؛ و حالا، بیضایی و بحران» از کتاب بهرام بیضایی و پدیده‌ی سگ‌کشی»، ۲۳۹–۲۴۲.
68. ↑  دولکو، «شرحِ مفصلِ دلخوری»، ۱۰۵–۱۰۶.
69. ↑  پوریا، «در حصار تنگ «سادگی» یا وقتی از آن سوی بام می‌افتیم»، ۸۳.
70. ↑  طوسی، «فصل سرد آگاهی، در باغستان متعفن»، ۸۰.
71. ↑  مجابی، «خاطرات نسل آخر»، ۱:‎ ۵۳۰.
72. ↑  دهقان، «پس‌زمینه»، ۹۶.
73. ↑  محصصی، ««فیلم‌سازی برای تمام فصول» از کتاب بهرام بیضایی و پدیده‌ی سگ‌کشی»، ۲۷۹–۲۸۴.
74. ↑  نجفی، شاهین. «زندگی سگی ما». بایگانی‌شده از اصلی در ۲ ژوئیهٔ ۲۰۱۶.
75. ↑  −، «سگ‌کشی!»، ۱.
76. ↑  بیضایی، ««گفتگو با بهرام بیضایی» از کتاب بهرام بیضایی و پدیده‌ی سگ‌کشی»، ۴۶–۴۷.
77. ↑  بیضایی، ««گفتگو با بهرام بیضایی» از کتاب بهرام بیضایی و پدیده‌ی سگ‌کشی»، ۵۳.
78. ↑  تأسف می‌خورم که بازی در سگ‌کشی را نپذیرفتم.
79. ↑  بیضایی، ««گفتگو با بهرام بیضایی» از کتاب بهرام بیضایی و پدیده‌ی سگ‌کشی»، ۵۳–۵۴.
80. ↑  مظفری، ««گفتگو با مجید مظفری بازیگر نقش ناصر معاصر» از کتاب بهرام بیضایی و پدیده‌ی سگ‌کشی»، ۲۱۱–۲۱۲.
81. ↑  کیانیان، ««مشقت بیضایی بودن» از کتاب بهرام بیضایی و پدیده‌ی سگ‌کشی»، ۲۲۵–۲۲۹.
82. ↑  درستکار، «بهمن فرمان‌آرا: زندگی و آثار»، ۹۳.
83. ↑  برای ایفای نقش مالک اشتر مبعوث شدم / از هنرجویانم تست نمی‌گیرم.
84. ↑  ارجمند، «با نوشته بیضایی نمی‌شود بد بازی کرد»، ۱۰.
85. ↑  کیانیان، ««گفتگو با مژده شمسایی بازیگر نقش گلرخ کمالی» از کتاب بهرام بیضایی و پدیده‌ی سگ‌کشی»، ۲۰۱–۲۰۲.
86. ↑  «اعتراف هانیه توسلی به سیاهی لشگری در «سگ کشی» بیضایی+عکس». خبرگزاری انتخاب. ۱۲ شهریور ۱۳۹۲. دریافت‌شده در ۲۰ خرداد ۱۴۰۰.